# ジョージ・シン (第2代カートレット男爵)
第2代カートレット男爵ジョージ・シン（英語: George Thynne, 2nd Baron Carteret PC、1770年1月23日 – 1838年2月19日）は、イギリスの貴族、政治家。庶民院議員（在任：1790年 – 1812年）、下級大蔵卿（在任：1801年 – 1804年）、王室監査官（在任：1804年 – 1812年）を歴任した。

## 生涯
初代バース侯爵トマス・シンと妻エリザベス（Elizabeth、旧姓ベンティンク（Bentinck）、第2代ポートランド公爵ウィリアム・ベンティンクの娘）の次男として、1770年1月23日に生まれた。1789年2月24日にケンブリッジ大学セント・ジョンズ・カレッジに入学、1791年にM.A.の学位を修得した。
1794年8月23日にウィルトシャー・ヨーマンリー連隊の中尉に任命され、1799年まで務めた。1803年10月25日、ホーニングシャム志願兵連隊の大尉に任命された。1804年から1808年までウィルトシャー志願兵連隊（Wiltshire Volunteers）副隊長を務めた。
在学中の1790年12月、バース侯爵家が掌握しているウェオブリー選挙区の補欠選挙で未成年（21歳未満）ながらも当選した。以降1796年、1802年、1806年、1807年の総選挙で再選した。
廷臣の家系で母の兄弟がホイッグ党の有力者第3代ポートランド公爵ウィリアム・キャヴェンディッシュ＝ベンティンクだったため、アディントン内閣は国王ジョージ3世の要請を受けて、1801年3月にシンを下級大蔵卿（Lord of Treasury）に任命した。1804年5月に王室監査官（年収1,200ポンドの官職）に転じ、5月14日に枢密顧問官に任命された。
1791年にスコットランドにおける審査法廃止に反対したとされたが、議会ではほとんど演説せず、発言も王室からのメッセージを読み上げる程度という目立たない人物だった。第2次小ピット内閣期（1804年 – 1806年）では小ピット派とされ、親族の第3代ポートランド公爵が首相を務めた第2次ポートランド公爵内閣（1807年 – 1809年）ではポートランド公爵を支持、続くパーシヴァル内閣（1809年 – 1812年）も支持した。1812年7月に王室監査官を退任、同年10月の総選挙をもって庶民院議員も退任した。
1826年6月17日に叔父にあたる初代カートレット男爵ヘンリー・カートレットが死去すると、カートレット男爵位を継承した。
1838年2月19日にミッドロージアンのダルキース・パレスで死去、弟ジョンが爵位を継承した。

## 家族
1797年5月9日、ハリエット・コートネイ（Harriet Courtenay、1771年9月7日 – 1836年4月13日、第2代コートネイ子爵ウィリアム・コートネイの娘）と結婚したが、2人の間に子供はいなかった。